# Ruslan Ashuraliyev
Ruslan Ashuraliyev (Daguestán, Unión Soviética, 20 de febrero de 1950-27 de febrero de 2009) fue un deportista soviético especialista en lucha libre olímpica donde llegó a ser medallista de bronce olímpico en Múnich 1972.

## Carrera deportiva
En los Juegos Olímpicos de 1972 celebrados en Múnich ganó la medalla de bronce en lucha libre olímpica estilo peso de hasta 68 kg, siendo superado por el luchador estadounidense Danny Gable (oro) y el japonés Kikuo Wada (plata).